# Сейшельско-югославские отношения
Первые официальные отношения Сейшельских Островов и Югославии были установлены впервые в 1977 году, после обретения Сейшельскими Островами независимости от Великобритании. Обе страны были членами Движения неприсоединения во время Холодной войны.

## История

Сейшельские Острова

Когда новые независимые Сейшельские Острова объявили себя неприсоединившимся Государством, они получили значительную поддержку со стороны других неприсоединившихся стран, включая Югославию, государство-основатель. Двусторонние отношения были крепкими, и Югославия оказывала материальную и техническую поддержку развитию Рыбной промышленности на Сейшельских Островах, а также строительству дорог и портов. Югославия также оказала дипломатическую поддержку политике Сейшельских Островов в Индийском океане, и между двумя странами налажено сотрудничество в Средствах массовой информации. Президент Сейшельских Островов Франс-Альбер Рене совершил государственный визит в Белград в июле 1979 года, и несколько государственных визитов официальных лиц обеих стран продолжались до распада Югославии в 1992 году. Сейшельские Острова были представлены в Югославии через свое посольство в Париже, Франция и Югославия были представлены на Сейшельских островах через посольство в Дар-эс-Саламе, Танзания.

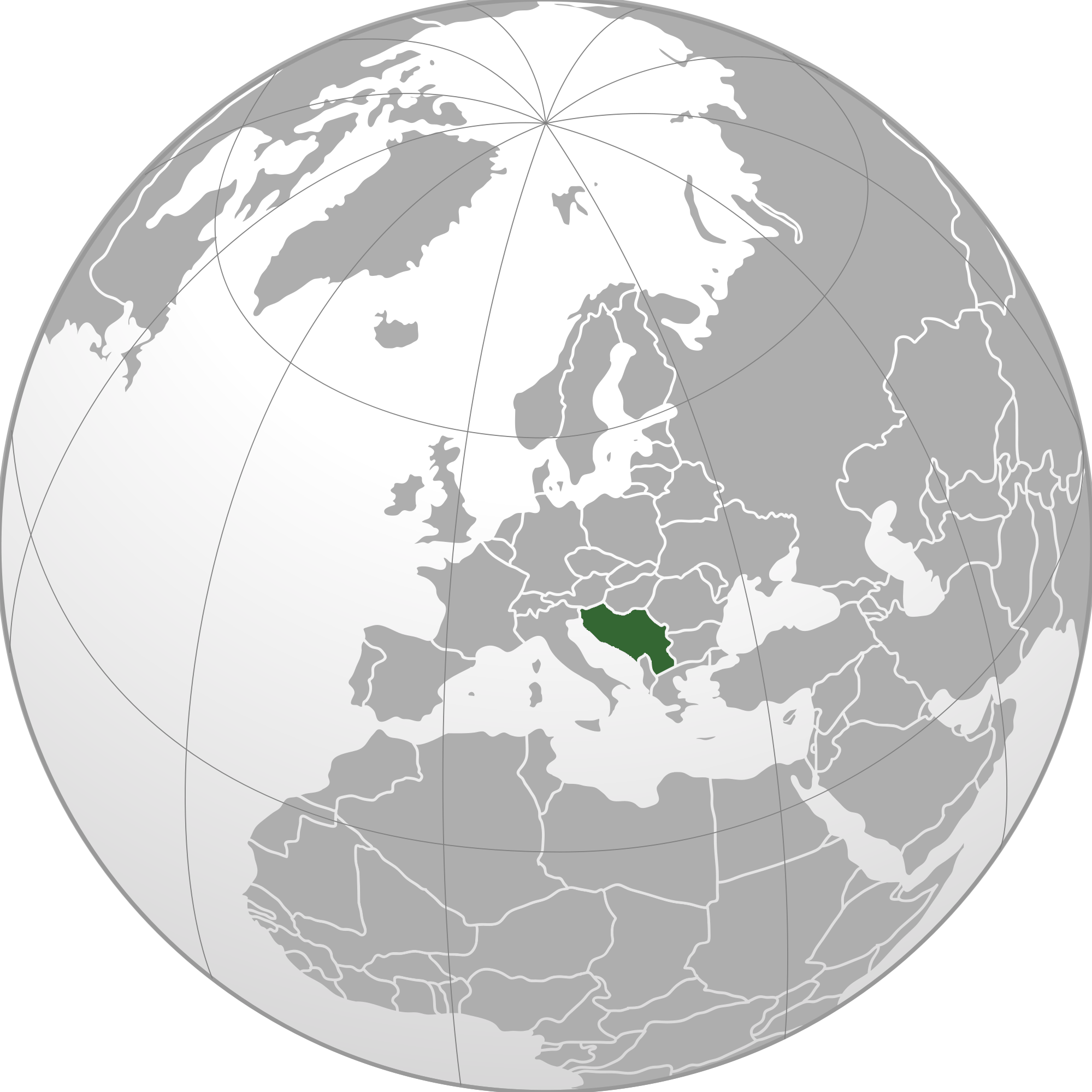
Югославия

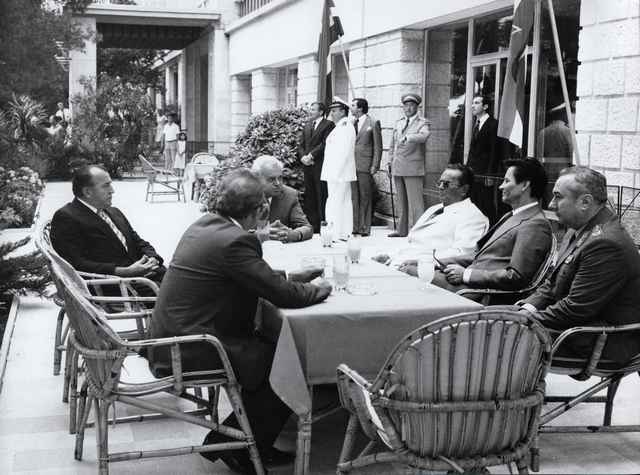
Югославская делегация ждет президента Сейшельской Республики Рене на островах Бриюни, СР Хорватия, 1979 год.